# Aaron Lustig
Aaron Lustig (* 17. September 1956 in Rochester, Monroe County, New York) ist ein US-amerikanischer Schauspieler, Schauspiellehrer und Synchronsprecher.

## Leben
Lustig besuchte die Brighton High School, die er 1974 verließ. Er ist Absolvent des Ithaca College, wo er Schauspiel und Regie studierte und die Einrichtung mit dem Bachelor of Arts verließ. Er unterrichtet am Lee Strasberg Theatre and Film Institute.
Er gab 1984 in einer Nebenrolle im Spielfilm Verheiratet mit einem Star sein Schauspieldebüt im Filmbereich. Es folgten in den nächsten Jahren etliche Episodenrollen in verschiedenen US-amerikanischen Fernsehserien. Er war aber auch immer wieder in kleineren oder größeren Filmproduktionen für das Fernsehen oder Kino tätig, besonders in den 1990er Jahren. Er verkörperte von 1996 bis 2012 in insgesamt 37 Episoden die Rolle des Dr. Tim Reid in der Fernsehserie Schatten der Leidenschaft. Für seine Leistungen wurde er im Jahr 1997 für den Emmy in der Kategorie Nebendarsteller nominiert. Dieselbe Rolle verkörperte er 2001 in 33 Episoden der Fernsehserie Reich und Schön.
Lustig ist in Sherman Oaks, einem Stadtteil von Los Angeles wohnhaft. Er ist verheiratet und Vater von zwei Kindern.

## Filmografie

### Schauspieler
- 1984: Verheiratet mit einem Star (Lily in Love)
- 1988: A Year in the Life (Fernsehserie, Episode 1x22)
- 1988: The Days and Nights of Molly Dodd (Fernsehserie, Episode 2x08)
- 1988: China Beach (Fernsehserie, Episode 1x06)
- 1988: Im Zweifel für das Leben – Sieg über den Krebs (Leap of Faith)
- 1989: Dallas (Fernsehserie, Episode 12x15)
- 1989: Nackte Lügen (Naked Lie) (Fernsehfilm)
- 1989: Ghostbusters II
- 1989: Alien Nation (Fernsehfilm)
- 1989: Alf (ALF) (Fernsehserie, Episode 4x03)
- 1989: Open House (Fernsehserie, Episode 1x10)
- 1990: Falcon Crest (Fernsehserie, Episode 9x13)
- 1990: Die Operation (The Operation) (Fernsehfilm)
- 1990: Spionenbande (Family of Spies) (Mini-Fernsehserie, 2 Episoden)
- 1990: Mord nach Plan (Blind Faith) (Mini-Fernsehserie, 2 Episoden)
- 1990: The Bradys (Fernsehserie, Episode 1x02)
- 1990: Der Traum der Beach Boys (Summer Dreams: The Story of the Beach Boys) (Fernsehfilm)
- 1990: Darkman
- 1990: Edward mit den Scherenhänden (Edward Scissorhands)
- 1990: Harrys Nest (Empty Nest) (Fernsehserie, Episode 3x12)
- 1991: Ruhe sanft mit Ernie Lapidus (Good Grief) (Fernsehserie, Episode 1x13)
- 1991: L.A. Story
- 1991: Parker Lewis – Der Coole von der Schule (Parker Lewis Can’t Lose ) (Fernsehserie, Episode 2x05)
- 1991: Zurück in die Vergangenheit (Quantum Leap) (Fernsehserie, Episode 4x06)
- 1991: Die Staatsanwältin und der Cop (Reasonable Doubts) (Fernsehserie, 2 Episoden)
- 1991: Mit Herz und Scherz (Coach) (Fernsehserie, Episode 4x09)
- 1991–1993: L.A. Law – Staranwälte, Tricks, Prozesse (L.A. Law) (Fernsehserie, 2 Episoden)
- 1992: Ehekriege (Civil Wars) (Fernsehserie, Episode 1x08)
- 1992: Jagd auf einen Unsichtbaren (Memoirs of an Invisible Man)
- 1992: Asphalt-Propheten (Roadside Prophets)
- 1992: Die verrückten Royals (The Royal Family) (Fernsehserie, Episode 1x13)
- 1992: Cosmo (Bad Channels)
- 1992: Eine schrecklich nette Familie (Married… with Children) (Fernsehserie, Episode 7x09)
- 1992: Opposite Sex – Der kleine Unterschied (The Opposite Sex and How to Live with Them)
- 1993: Küss mich, Kleiner! (Flying Blind) (Fernsehserie, 2 Episoden)
- 1993: Wiegenlied des Schreckens (Empty Cradle) (Fernsehfilm)
- 1993: Verrückt nach dir (Mad About You) (Fernsehserie, Episode 2x06)
- 1993: Der Prinz von Bel-Air (The Fresh Prince of Bel-Air) (Fernsehserie, Episode 4x10)
- 1993: Martin (Fernsehserie, Episode 2x14)
- 1993: Cool! – Endlich sind die Eltern weg (The Day My Parents Ran Away) (Fernsehfilm)
- 1994: Geht's hier nach Hollywood? (I'll Do Anything)
- 1994: Immer Ärger um Dojo (Monkey Trouble)
- 1994: Mörderisches Menü (Ray Alexander: A Taste for Justice)
- 1994: Mach doch mal den Abwasch Paps (No Dessert, Dad, till You Mow the Lawn)
- 1994: Shadow und der Fluch des Khan (The Shadow)
- 1994: Das Kartell (Clear and Present Danger)
- 1994: Mord ist ihr Hobby (Murder, She Wrote) (Fernsehserie, Episode 11x06)
- 1994: Girth of a Nation
- 1995: Love & War (Fernsehserie, Episode 3x13)
- 1995: Scanner Cop II
- 1995: Kaffee, Milch und Zucker (Boys on the Side)
- 1995: Star Trek: Raumschiff Voyager (Star Trek: Voyager) (Fernsehserie, Episode 1x06)
- 1995: Stuart Stupid – Eine Familie zum Kotzen (Stuart Saves His Family)
- 1995: Die Bitte einer Mutter (A Mother’s prayer) (Fernsehfilm)
- 1995: Women of the House (Fernsehserie, Episode 1x12)
- 1995: Dream On (Fernsehserie, Episode 6x08)
- 1995: Verführerische Rache (An Element of Truth) (Fernsehfilm)
- 1995: Hallo Cockpit (The Crew) (Fernsehserie, Episode 1x07)
- 1995: Drew Carey Show (The Drew Carey Show) (Fernsehserie, Episode 1x05)
- 1995: Immer Ärger mit Dave (Dave’s World) (Fernsehserie, 2 Episoden)
- 1995–1998: New York Cops – NYPD Blue (NYPD Blue) (Fernsehserie, 5 Episoden, 2 verschiedene Rollen)
- 1996: The Late Shift – Spätvorstellung (The Late Shift) (Fernsehfilm)
- 1996: Party of Five (Fernsehserie, 2 Episoden)
- 1996: Haus der stummen Schreie (If These Walls Could Talk) (Fernsehfilm)
- 1996: Jimmys Tod – Und was kam danach? (After Jimmy)
- 1996: Pinocchio – Puppe des Todes (Pinocchio's Revenge)
- 1996: Auf schlimmer und ewig (Unhappily Ever After) (Fernsehserie, Episode 3x10)
- 1996–2012: Schatten der Leidenschaft (The Young and the Restless) (Fernsehserie, 37 Episoden)
- 1997: Das Relikt (The Relic)
- 1997: Nash Bridges (Fernsehserie, Episode 2x20)
- 1997: Der Mann an sich... (Men Behaving Badly) (Fernsehserie, Episode 1x17)
- 1997: Der Hotelboy (The Jamie Foxx Show) (Fernsehserie, Episode 1x20)
- 1997: Spy Game (Fernsehserie, Episode 1x13)
- 1997: Der Psycho-Mörder (Murder in Mind)
- 1997: Moesha (Fernsehserie, Episode 3x06)
- 1997: Pensacola – Flügel aus Stahl (Pensacola: Wings of Gold) (Fernsehserie, Episode 1x05)
- 1998: Michael Hayes: Für Recht und Gerechtigkeit (Michael Hayes) (Fernsehserie, Episode 1x13)
- 1998: Caroline in the City (Fernsehserie, Episode 3x19)
- 1998: Sports Night (Fernsehserie, Episode 1x02)
- 1998: Pretender (Fernsehserie, Episode 3x04)
- 1998: Brimstone (Fernsehserie, Episode 1x07)
- 1998–1999: Tracey Takes On... (Fernsehserie, 2 Episoden)
- 1999: Ally McBeal (Fernsehserie, Episode 3x04)
- 1999: Will & Grace (Fernsehserie, Episode 2x08)
- 1999: Hinterm Mond gleich links (3rd Rock from the Sun) (Fernsehserie, Episode 5x07)
- 1999: Dienstags bei Morrie (Tuesdays with Morrie) (Fernsehfilm)
- 1999: Blood Type
- 2000: Ein Herz und eine Kanone (Gun Shy)
- 2000: The West Wing – Im Zentrum der Macht (The West Wing) (Fernsehserie, Episode 1x19)
- 2000: Teuflisch (Bedazzled)
- 2000–2002: Frauenpower (Family Law) (Fernsehserie, 4 Episoden)
- 2001: Reich und Schön (The Bold and the Beautiful) (Fernsehserie, 33 Episoden)
- 2001: FreakyLinks (Fernsehserie, Episode 1x13)
- 2001: Surviving Gilligan's Island: The Incredibly True Story of the Longest Three Hour Tour in History (Fernsehfilm)
- 2002: Charmed – Zauberhafte Hexen (Charmed) (Fernsehserie, Episode 4x21)
- 2002: Star Trek: Enterprise (Fernsehserie, Episode 2x12)
- 2003: She Spies – Drei Ladies Undercover (She Spies) (Fernsehserie, Episode 1x20)
- 2003: Practice – Die Anwälte (The Practice) (Fernsehserie, Episode 8x03)
- 2004: The Day After Tomorrow
- 2004: Jack & Bobby (Fernsehserie, Episode 1x06)
- 2004: Without a Trace – Spurlos verschwunden (Without a Trace) (Fernsehserie, Episode 3x05)
- 2004: Boston Legal (Fernsehserie, Episode 1x10)
- 2005: Jane Doe: Vanishing Act (Fernsehfilm)
- 2005: Crossing Jordan – Pathologin mit Profil (Crossing Jordan) (Fernsehserie, Episode 4x12)
- 2005: Thank You for Smoking
- 2006: Criminal Minds (Fernsehserie, Episode 1x15)
- 2006: Monk (Fernsehserie, Episode 4x16)
- 2006: Nip/Tuck – Schönheit hat ihren Preis (Nip/Tuck) (Fernsehserie, Episode 4x15)
- 2007: Cold Case – Kein Opfer ist je vergessen (Cold Case) (Fernsehserie, Episode 4x23)
- 2008: Boston Legal (Fernsehserie, Episode 4x18)
- 2009: Transformers – Die Rache (Transformers: Revenge of the Fallen)
- 2009: Family Dinner (Kurzfilm)
- 2010: Navy CIS (NCIS) (Fernsehserie, Episode 7x18)
- 2010: Stichtag – Schluss mit gemütlich (Due Date)
- 2010: Chuck (Fernsehserie, Episode 4x08)
- 2010: The League  (Fernsehserie, Episode 2x11)
- 2011: 90210 (Fernsehserie, Episode 3x16)
- 2011: Desperate Housewives (Fernsehserie, 3 Episoden)
- 2011: Harry’s Law (Fernsehserie, Episode 2x01)
- 2011: The Rum Diary
- 2011: Family Practice (Fernsehfilm)
- 2012: Blue-Eyed Butcher (Fernsehfilm)
- 2012: Fast verheiratet (The Five-Year Engagement)
- 2013: Twisted (Fernsehserie, Episode 1x10)
- 2014: Mindslip (Kurzfilm)
- 2015: Perception (Fernsehserie, Episode 3x12)
- 2015: Navy CIS: L.A. (NCIS: Los Angeles) (Fernsehserie, Episode 6x19)
- 2015: Supergirl (Fernsehserie, Episode 1x08)
- 2015: Major Crimes (Fernsehserie, Episode 4x18)
- 2015: Guilt by Association (Fernsehfilm)
- 2016: Angie Tribeca (Fernsehserie, Episode 1x07)
- 2016: War Dogs
- 2016: Transparent (Fernsehserie, 2 Episoden)
- 2016: Zeit der Sehnsucht (Days of Our Lives) (Fernsehserie, 3 Episoden)
- 2018: Blood Type
- 2019: Grey’s Anatomy (Fernsehserie, Episode 16x08)

### Synchronsprecher
- 1993: Hund mit Familie (Family Dog) (Zeichentrickserie, Episode 1x01)
- 1994: Duckman (Duckman – Private Dick/Family Man) (Zeichentrickserie, Episode 1x11)
- 1994: Aaahh!!! Monster (AAAHH!!! Real Monsters) (Zeichentrickserie, 4 Episoden)
- 1997: Rugrats (Zeichentrickserie, Episode 4x03)
- 1999: Family Guy (Zeichentrickserie, Episode 1x02)